# Orioles de Baltimore (IL)
Pour les articles homonymes, voir Orioles de Baltimore (homonymie).
Les Orioles de Baltimore (en anglais : Baltimore Orioles) sont une ancienne franchise américaine qui opère en ligue mineure de baseball entre 1903 à 1953 en remportant dix fois le titre de l'International League.

## Histoire
La franchise est créée en 1903 et reprend le même nom que les anciennes franchises de ligue majeure : Orioles de Baltimore (1882-1899) et Orioles de Baltimore (1901-1902). Elle débute en 1903 en Eastern League qui devient l'International League en 1912.
Les Orioles évoluent à domicile au Oriole Park de 1903 à 1944 (incendie du stade) puis à Memorial Stadium de 1944 à 1953.
Des joueurs comme Babe Ruth (1914) et Lefty Grove (1920-1924) évoluèrent sous le maillot des Orioles.
À la suite de problèmes financiers, la franchise s'installe lors de la saison 1915 à Richmond en Virginie, mais retrouve Baltimore dès 1916.
La franchise reste indépendante jusqu'en 1942. Elle devient alors un club école des Indians de Cleveland jusqu'en 1948 puis devient affilié des Browns de Saint-Louis. Nouveau changement en 1951, avec l'affiliation à l'organisation des Phillies de Philadelphie.
Les Orioles cessent leurs activités à l'arrivée d'une franchise de la MLB à Baltimore (ex-Browns de Saint-Louis). En hommage, la franchise prend le nom des Orioles de Baltimore.

## Palmarès
- Champion de l'International League (AAA) : 1908, 1919, 1920, 1921, 1922, 1923, 1924, 1925, 1944, 1950